# Regionaal Landschap Haspengouw en Voeren
Regionaal Landschap Haspengouw en Voeren is een Regionaal Landschap in Belgisch Limburg. Het omvat ongeveer het volledige Limburgse gedeelte van Haspengouw en de gemeente Voeren. Dit regionale landschap omvat de volgende zeventien gemeenten:
- Alken
- Bilzen
- Borgloon
- Diepenbeek
- Gingelom
- Hasselt
- Heers
- Herk-de-Stad
- Herstappe
- Hoeselt
- Kortessem
- Nieuwerkerken
- Riemst
- Sint-Truiden
- Tongeren
- Voeren
- Wellen.

In 2023 werden het Landschapspark Hart van Haspengouw en Grenzeloos bocagelandschap opgericht.